# José Antonio Montero
José Antonio Montero Botanch (Barcellona, 3 gennaio 1965) è un ex cestista spagnolo.

## Carriera
Con la Spagna ha disputato i Giochi olimpici di Seul 1988, i Campionati mondiali del 1990 e due edizioni dei Campionati europei (1987, 1989).

## Palmarès
- Campionato spagnolo: 3

Barcellona: 1994-95, 1995-96, 1996-97
- Copa del Rey: 2

Barcellona: 1991, 1994
- Supercoppa spagnola: 2

Joventut Badalona: 1985, 1986
- Copa Príncipe de Asturias: 2

Joventut Badalona: 1987, 1989
- Liga catalana: 5

Joventut Badalona: 1986, 1987, 1988, 1993, 1995
- Coppa Korać: 1

Joventut Badalona: 1989-90